# Puklerzyk
Puklerzyk (Zaedyus) – rodzaj ssaków z podrodziny puklerzników (Euphractinae) w obrębie rodziny Chlamyphoridae.

## Zasięg występowania
Rodzaj obejmuje jeden żyjący współcześnie gatunek występujący w południowej Ameryce Południowej (Chile i Argentyna).

## Morfologia
Długość ciała (bez ogona) 220–310 mm, długość ogona 80–130 mm, długość ucha 13–17 mm, długość tylnej stopy 44–52 mm; masa ciała 700–1500 g.

## Systematyka
Rodzaj zdefiniował w 1889 roku argentyński zoolog i paleontolog Florentino Ameghino na łamach Acta de la Academia Nacional de Ciencias Exactas. Na gatunek typowy Ameghino wyznaczył (oryginalne oznaczenie) puklerzyka różowego (Z. pichiy).

### Etymologia
Zaedyus (Zaedypus, Zaedius): gr. ζα- za- ‘bardzo’; ηδυς ēdus ‘miły, przyjemny’.

### Podział systematyczny
Do rodzaju należy jeden występujący współcześnie gatunek:
- Zaedyus pichiy (Desmarest, 1804) – puklerzyk różowy

Opisano również gatunki wymarłe z Argentyny:
- Zaedyus chapalmalensis (Ameghino, 1908)[11]
- Zaadyus praecursor Rusconi, 1949[12]